# Frigijščina
Frigijščina je izumrli indoevropski jezik, ki je bil v starem veku razširjen v pokrajini Frigiji v osrednji Anatoliji. Predstavlja samostojno vejo indoevropske jezikovne družine.

## Značilnosti
Zaradi skromnih virov njeno mesto v okviru indoevropske družine ni dokončno pojasnjeno. Sprva so jo jezikoslovci (tudi na podlagi zgodovinskih virov) povezovali s starimi indoevropskimi jeziki balkanskega prostora, predvsem s tračanskim, in predpostavljali trako-frigijsko jezikovno skupino. Ker pa je tračanski jezik še bolj skromno izpričan kot frigijski, ta povezava ni zanesljivo dokazana. Zdi pa se verjetno, da je med današnjimi indoevropskimi jeziki frigijščini blizko sorodna armenščina (Mallory 1989: 32-35).

## Pisava in napisi
Frigijske napise časovno delimo v dva temeljna korpusa: starofrigijske in novofrigijske napise. Starofrigijski napisi so iz obdobja med 8. in 4. stoletjem pr. n. št. in izvirajo predvsem iz Gordiona, prestolnice Frigije. Nato pride do nekajstoletnega zatona, ki se prekine šele v 1. stoletju n. št., ko nastopi obdobje novofirgijskih napisov. Iz prvih stoletij n. št. je tako ohranjenih okoli 110 napisov, pisanih v različici grške pisave, ki so po vsebini prepovedi skrunjenja grobov. Kot govorjeni jezik je frigijščina izpričana še v 5. stoletju n. št., najkasneje do 7. stoletja n. št. pa je izumrla (Haarmann 2002: 166-167). 

### Zgleda frigijskih napisov
Starofrigijski napis:
- frigijsko: ates arkiaevais akenanogavos midai lavagtaei vanaktei edaes
- slovensko: Ates je posvetil in izklesal ta kamen za Midasa, zaščitnika ljudstva, kralja.

Novofrigijski napis:
- frigijsko: ios ni semoun knoumanei kakoun addaket, gegreimenan egedou tios outan akke oi bekos akkalos tidregroun eitou
- slovensko: Kdor oskruni ta grob, ne bo ubežal božjemu prekletju, ter kruh in voda mu bosta netečna.

Poleg frigijskih napisov je v zgodovinskih virih ohranjenih nekaj frigijskih osebnih in krajevnih imen ter citatnih besed, morda najbolj zanimiv zgled pa je zgodba grškega zgodovinopisca Herodota. Herodot poroča, da je egipčanski kralj Psametih, ki je vladal med letoma 663 in 609 pr. n. št., nekoč želel odkriti, kateri je najstarejši jezik na svetu. To je storil tako, da je dva otroka po njunem rojstvu obvaroval pred tem, da bi slišala kakršno koli človeško besedo, preden bi sama spregovorila, misleč, da bi njune prve besede razkrile prvotni jezik človeštva. Prva beseda, ki sta jo otroka spregovorila, je bila bekos, kar je po Herodotovem poročilu frigijska beseda za kruh in tako so verjeli, da je frigijščina najstarejši jezik človeštva (Mallory 1989: 32).